# Léopold Ier de Lorraine
Pour les articles homonymes, voir Léopold Ier.
Léopold Ier, dit le Bon, né le 11 septembre 1679 à Innsbruck et mort le 27 mars 1729 à Lunéville, est duc titulaire de Lorraine et de Bar de 1690 à 1697 et duc effectif de Lorraine et de Bar de 1697 à 1729.
Il est le père de l'empereur François Ier.

## Une enfance autrichienne
Fils de Charles V, duc titulaire de Lorraine et de Bar, et d'Éléonore d'Autriche (1653-1697), reine douairière de Pologne et sœur de l'empereur Léopold Ier, le jeune Léopold est le filleul de ce dernier, dont il reçoit le prénom.
Les duchés de Lorraine et de Bar sont alors occupés militairement par les troupes françaises, et Charles V ne peut y résider ; réfugié à la cour d'Autriche, il a été nommé gouverneur du Tyrol par l'Empereur son beau-frère. Le petit Léopold passe son enfance auprès de sa mère à Innsbruck, la capitale, tandis que son père s'illustre dans les combats des armées impériales contre les Turcs.

## L'enfant-duc à la cour de Vienne
En 1690, Charles V meurt ; Léopold, qui a 10 ans, reçoit le titre de duc de Lorraine et de Bar, alors que les duchés restent occupés par la France. Sa mère Éléonore, femme d'un esprit supérieur et rigoureux, devient la régente en titre des duchés lorrains. Il a pour précepteur un irlandais catholique ayant fui l'oppression britannique, le comte de Carlingford.
Léopold est envoyé à Vienne pour recevoir une éducation militaire auprès de son oncle l'Empereur. Il y est élevé avec ses deux cousins, Joseph, héritier du trône d'un an son aîné, et Charles qui, bien qu'étant son cadet de six ans, sera plus proche de lui. Les deux jeunes archiducs ceindront successivement la couronne impériale en devenant les Empereurs romains Joseph Ier et Charles VI. Léopold se sentira toujours proche de ses cousins, tant sur le plan personnel que politique et religieux. Il est fait chevalier de la Toison d'or en 1690.

## Militaire au service de l'Empire

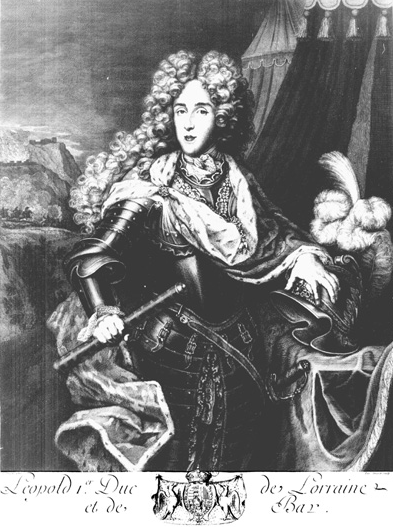
Léopold de Lorraine sur le champ de bataille.

Comme son père avant lui, Léopold est officier dans l'armée impériale - l'empereur est son oncle maternel et son parrain.
Il prend une part active au siège de Temesvár en 1694 et reçoit également un commandement dans l'armée du Rhin en 1697.
La guerre de la Ligue d'Augsbourg touche à sa fin et les négociations commencent à Ryswick : le pape souhaite une paix définitive entre les deux maisons catholiques de France et d'Autriche et propose vainement d'unir Élisabeth-Charlotte d'Orléans, nièce de Louis XIV, et Joseph, fils de Léopold Ier du Saint-Empire. Les rancœurs et la rivalité entre les deux familles étant encore trop fortes, il n'est pas écouté.
De son côté, Louis XIV veut s'assurer pour son petit-fils Philippe, duc d'Anjou la couronne d'Espagne dont le roi se meurt.
Pour y parvenir, il accepte - entre autres - de restaurer la suzeraineté impériale sur les duchés de Lorraine et de Bar que ses armées occupent.
Le traité de Ryswick, signé le 30 octobre 1697 et ratifié le 13 décembre, rend ses duchés à Léopold alors que sa mère, qui avait tant lutté pour la restauration de son fils, décède.

## Un prince sous surveillance

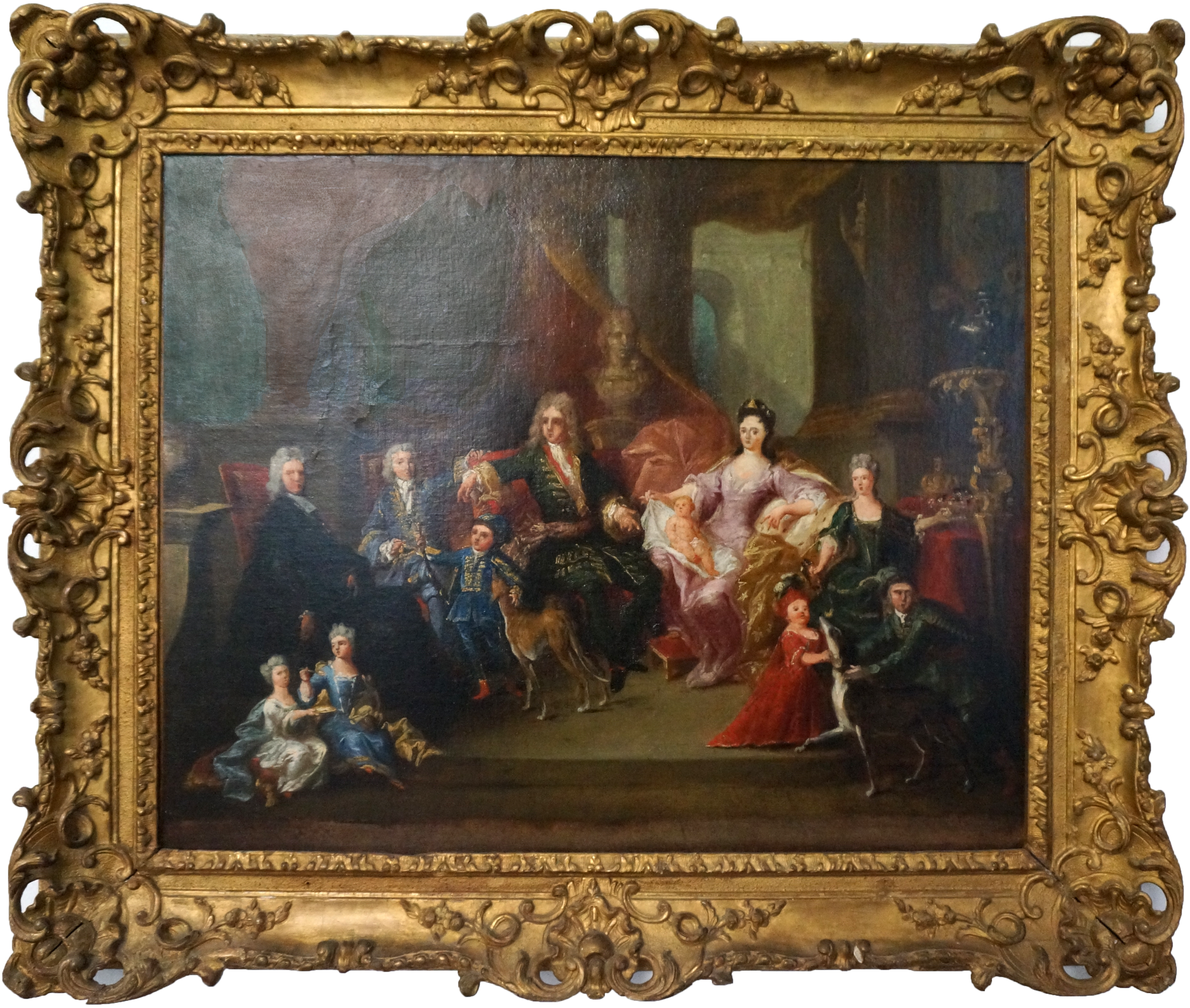
La famille ducale vers 1710.

Le jeune duc arrive à Nancy, pour la première fois de sa vie, le 17 août 1698. Il a presque 19 ans. Il épouse celle-là même que devait auparavant épouser l'archiduc Joseph de Habsbourg, la nièce du roi de France, Élisabeth-Charlotte d'Orléans, fille de Philippe, duc d'Orléans et d'Élisabeth-Charlotte de Bavière, princesse Palatine. Le mariage par procuration, a lieu à Fontainebleau le 13 octobre 1698, - le duc d'Elbeuf, chef de la branche française de la Maison de Lorraine représentant le jeune souverain - puis de vivo à Bar-le-Duc le 25 octobre. Le mariage est consommé le soir même.
Le couple a quatorze enfants :
- Léopold (1699 † 1700) ;
- Charlotte Élisabeth (1700 † 1711) ;
- Louise Christine (1701 † 1701) ;
- Gabrièle Charlotte Marie (1702 † 1711) ;
- Louis (1704 † 1711) ;
- Josèphe Gabrièle (1705 † 1708) ;

- Gabrièle Louise (1706 † 1709) ;
- Léopold Clément (1707 † 1723) ;

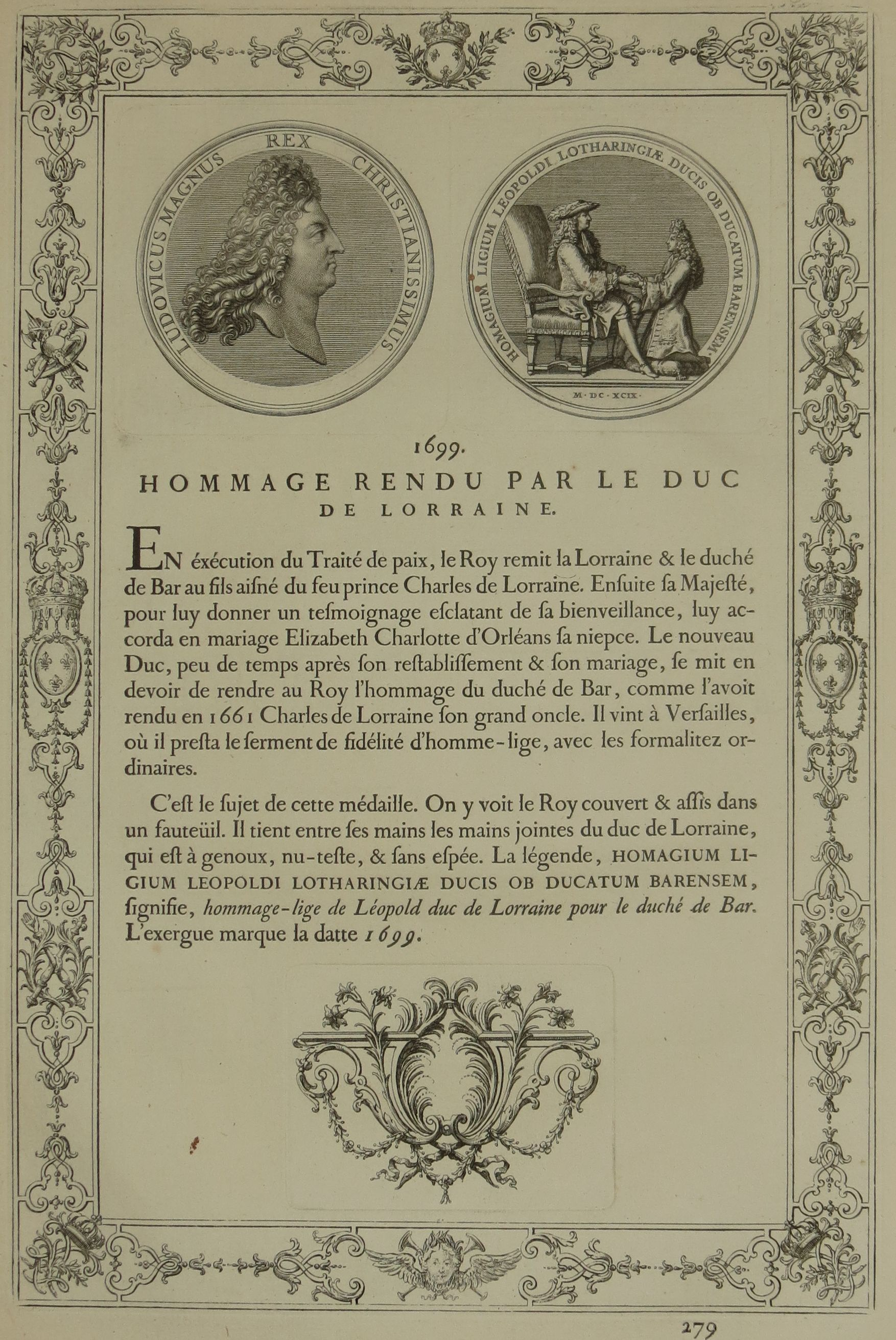
Document relatant l'hommage du Duc de Lorraine au Roi en 1699 commémoré par une médaille, extrait de « Médailles sur les principaux évènements du règne entier de Louis le Grand, avec des explications historiques. » par « Académie des inscriptions et belles-lettres » 1723.

- François Antoine Étienne (1708 † 1765), duc de Lorraine et de Bar (François III), puis grand-duc de Toscane et empereur du Saint-Empire romain germanique ;
- Éléonore (1710 † 1710) ;
- Élisabeth Thérèse de Lorraine (1711 † 1741), mariée en 1737 à Charles-Emmanuel III, roi de Sardaigne (1701 † 1773) ;
- Charles Alexandre Emmanuel (1712 † 1780), gouverneur des Pays-Bas autrichiens ;
- Anne-Charlotte (1714 † 1773), abbesse de Remiremont puis à Mons et à Essen ;
- une petite fille morte peu après sa naissance.

Ce que Louis XIV lâche d'une main à Ryswick, il tente de le reprendre en faisant du duc de Lorraine un neveu soumis voire un vassal. En 1699, il lui impose, en tant que descendant des ducs de Bar l'humiliante séance de prestation d'hommage pour la rive gauche de la Meuse, ainsi que l'avaient fait ses ancêtres quatre cents ans plus tôt en 1301. Les relations de Léopold avec la cour de France sont toujours polies voire guindées. Sa belle-mère la princesse Palatine, en tant qu'Allemande, se sent proche de son gendre ; mais elle lui reproche assez souvent dans ses lettres le peu d'affection dont il témoigne !
Favorable par politique et par goût à l'Empire mais limité dans ses choix par la proximité d'une France qui encercle ses possessions, il songe, au début de son règne, à échanger avec Louis XIV la Lorraine et le Barrois contre le Milanais, mais le projet échoue. Ses sujets lui reprocheront cette tentative de « trahison ». Il reprend la politique de neutralité des anciens ducs, et ne participe pas aux guerres européennes.

## La reconstruction des duchés

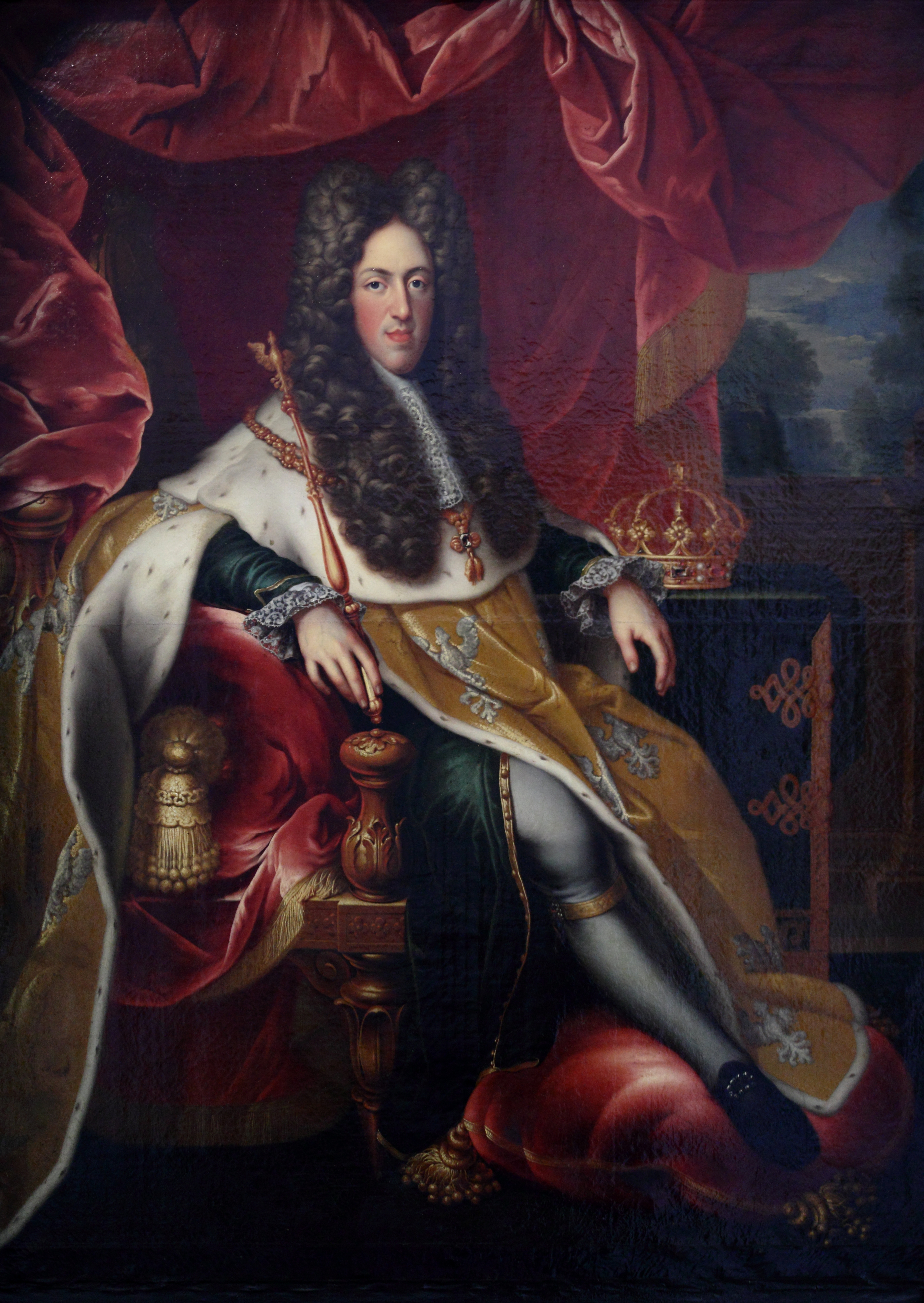
, duc de Lorraine et de Bar.

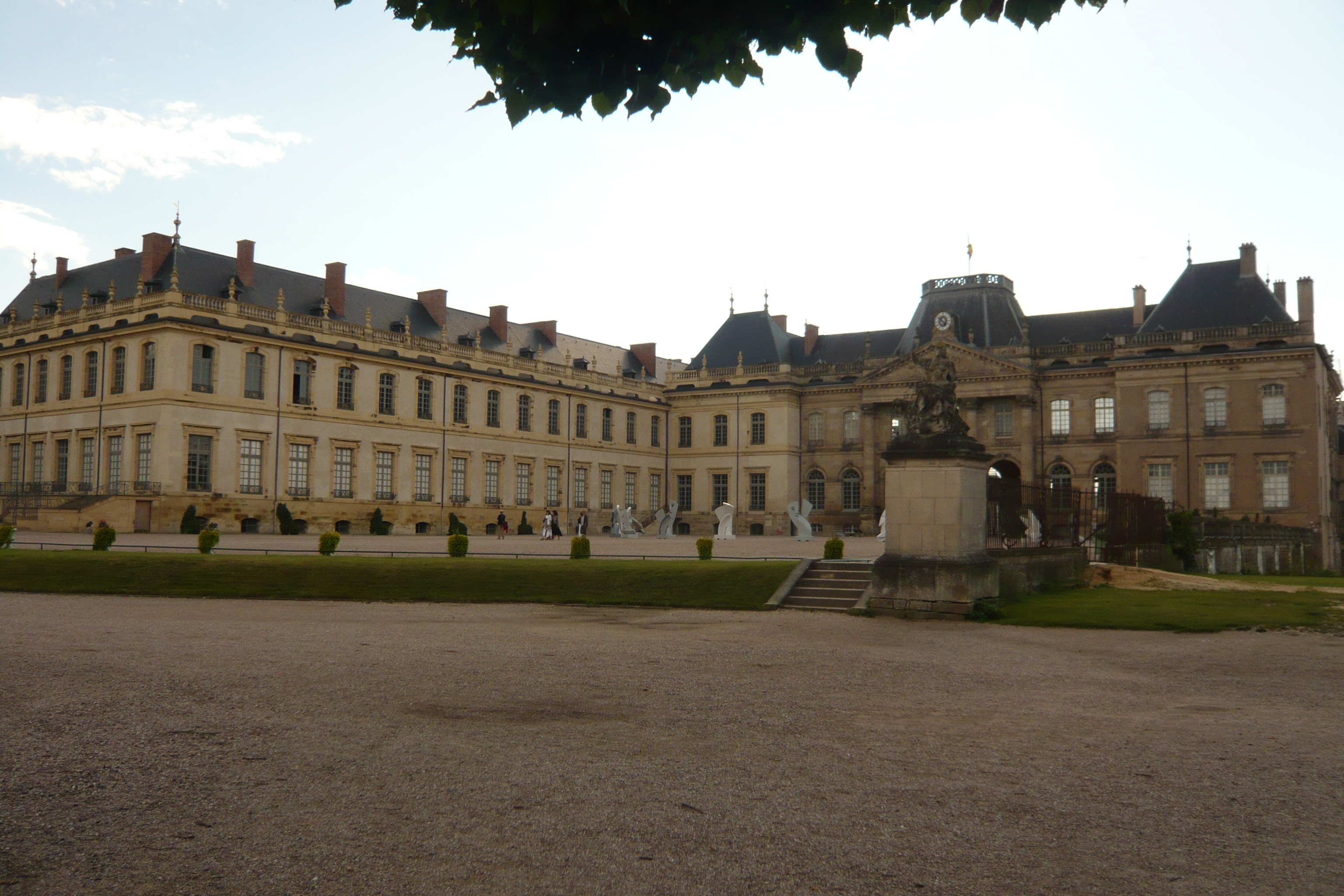
Le château de Lunéville (état actuel).

Léopold entreprend la reconstruction de ses États, afin d'effacer les traces des années de guerres et d'occupations qui avaient ravagé les duchés pendant trois quarts de siècle.
Il commence par réformer le gouvernement, s'inspirant de ce qui se faisait en France, alors première puissance absolutiste. Il renforce la centralisation, nomme quatre secrétaires d'État, et découpe les duchés en dix-sept bailliages et cinquante-huit prévôtés.
Afin de relancer la création artistique nécessaire à sa cour il institue l'Académie de peinture et de sculpture, dès 1702. Il favorise également le redéveloppement de manufactures, tissages...
En 1719, il achète le comté de Ligny-en-Barrois et les terres de son cousin le prince de Vaudémont afin de pallier le morcellement de ses états. Il réforme la fiscalité afin d'en améliorer le rendement.
Pour repeupler les duchés, il encourage l'immigration et fait remettre en état le réseau routier avant de créer de nouvelles routes (les Ponts et Chaussées sont l'un des quatre secrétariats d'État créés). À la fin de son règne, on peut circuler dans les duchés sans encombre et en toute sécurité. Léopold favorise l'installation de familles écossaises et irlandaises de religion catholique : Monroe, O'Rourke, Taaffe, Warren,...
Publié en 1703, le Code Léopold définit unilatéralement les relations du gouvernement avec le clergé. Ce texte fait très mauvaise impression à Rome et les relations entre le pape et le duc se tendent. Quand Léopold veut donner à sa fille aînée l'illustrissime abbaye de Remiremont, le pape s'y oppose.
En 1702, au début de la guerre de Succession d'Espagne, Louis XIV, connaissant l'austrophilie de son neveu par alliance dont le frère est généralissime des armées impériales, fait de nouveau occuper les duchés et la ville de Nancy tout à fait illégalement, mais cette fois-ci sans violences. L'occupation est passivement acceptée par les populations dans la mesure où l'armée française règle sans problèmes les fournitures dont elle a besoin.
Cependant pour ne pas résider dans une capitale occupée par une armée étrangère, Léopold se retire à Lunéville où il confie la reconstruction du vieux château à Germain Boffrand. Le talent de l'architecte, soutenu par la générosité du duc et le concours d'artistes reconnus, comme le sculpteur parisien François Dumont (1688-1726), vaudront au château de Lunéville d'être qualifié de « Versailles Lorrain ».
En 1708, il nomme le compositeur Henry Desmarest, surintendant de la musique.
Pour rehausser son prestige, Léopold reprend le titre prestigieux de Roi de Jérusalem dont il se dit l'héritier et le protecteur en tant que descendant de Godefroy de Bouillon. Ce faisant, il obtient de l'empereur son cousin le prédicat d'Altesse Royale et des égards accrus dans les cours étrangères - notamment à Versailles -  pour ses ambassadeurs.

## Affaires de famille et revirement diplomatique

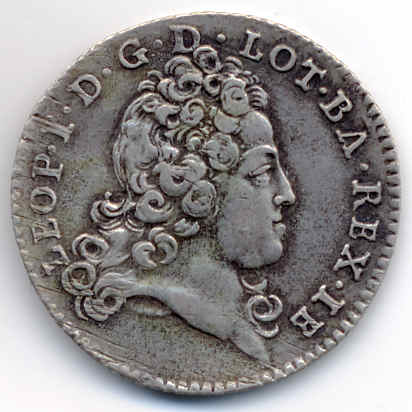
Teston à l'effigie du duc, diamètre 25 mm.

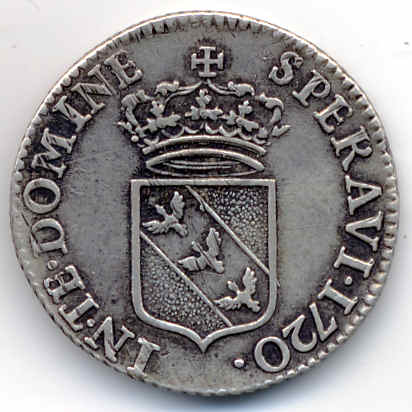
Revers du teston 1720.

Bien que d'origine politique, son union avec la duchesse commence par une véritable lune de miel. Néanmoins, vers 1706, le duc s'éprend d'Anne-Marguerite de Ligniville qu'il marie au marquis de Beauvau-Craon, afin de détourner les soupçons. Il en fait « sa Montespan ». Issue de la très haute noblesse lorraine, la jeune femme a trouvé l'homme idéal en la personne de celui qui devient le prince Marc de Beauvau-Craon (1679-1754), ministre du duc à qui il dut sa fortune, car le couple s'entendait à merveille pour soutirer de l'argent et des dons, en échange des faveurs de la Craon, dont le duc de Lorraine était éperdument amoureux.
À partir de 1715, l'avènement sur le trône de France du jeune Louis XV détend les relations franco-lorraines : le régent Philippe d'Orléans (1674-1723) est le propre frère de la duchesse.
Nonobstant les liens de famille, l'opposition de la France à la création d'un évêché lorrain à Nancy ramène Léopold dans les bras de son cousin autrichien l'Empereur Charles VI. En 1721, il décide d'envoyer son fils aîné Léopold-Clément terminer son éducation à Vienne dans l'espoir qu'il y épouse la fille et héritière de l'Empereur, l'archiduchesse Marie-Thérèse. Mais l'adolescent meurt peu après et c'est son cadet, François, qui réalise les ambitions de leur père (1723). L'année précédente, il reçoit de l'empereur le duché de Teschen dépendant de la « Couronne de Bohême » en Silésie.
En 1725, les relations entre les cours de Versailles et de Lunéville sont de nouveau glaciales. Cherchant une épouse pour Louis XV, le duc de Bourbon, premier ministre depuis la mort du Régent, à l'issue d'intrigues courtisanes et contre tout sens politique et dynastique, préfère marier le roi de France à une princesse polonaise quasiment vieille fille (Marie Leszczyńska) plutôt qu'à la fille de Léopold, Elisabeth-Thérèse. En chargeant Louis XV du sort de son beau-père Stanislas, roi détrôné de Pologne, ce mariage favorisera pourtant l'acceptation par la France de la Pragmatique Sanction qui devait voir aboutir les efforts de Léopold au profit de son fils François III.

## Mort et postérité
En mars 1729, le duc Léopold contracte une fièvre en se promenant au château que Craon était en train de construire à Ménil, près de Lunéville. Il meurt quelques jours plus tard, le 27 mars, âgé de 49 ans seulement et pleuré par ses sujets ; l'indépendance des duchés était devenue symbolique, mais il avait su préparer à Vienne l'avenir de sa Maison.
Léopold a laissé le souvenir d'un souverain pacifique et généreux ayant redonné à ses sujets la paix et la prospérité.
Son acte de décès est rédigé de la façon suivante :

« L'an 1729 le 27 mars est décédé en cette Parroisse Très Haut Très Puissant et Très Excellent Prince Son Altesse Royalle Montseigneur Le Duc de Lorraine et de Barre Léopold premier du nom et Notre Pieux Souverain, munis des sacrements de Pénitence du Viatique, et de l'extrême onction âgé d'environ cinquante ans. Son corps après avoir été levé par nous dans la Salle du château, fust conduit à Nancy et mis en dépôs dans l'église de R.R.P.P. Jésites du Noviciat, dont act fust dressé, en attendant qu'on lui donne sépulture dans la chapelle ducale des R.R.P.P. cordeliers dudit Nancy. »

Dans son Siècle de Louis XIV paru vingt-deux ans après la mort du duc, Voltaire écrit :

« Il est à souhaiter que la dernière postérité apprenne qu'un des moins grands souverains de l'Europe a été celui qui a fait le plus de bien à son peuple. Il trouva la Lorraine désolée et déserte : il la repeupla, il l'enrichit. Il l'a conservée toujours en paix pendant que le reste de l'Europe a été ravagé par la guerre. Il a eu la prudence d'être toujours bien avec la France, et d'être aimé dans l'Empire. [...] Sa noblesse, réduite à la dernière misère, a été mise dans l'opulence par ses seuls bienfaits. Il mettait dans ses dons la magnificence d'un prince et la délicatesse d'un ami. Sa cour était formée sur celle de France. On ne croyait presque pas avoir changé de lieu quand on passait de Versailles à Lunéville. [...] Aussi a-t-il goûté le bonheur d'être aimé, et j'ai vu, longtemps après sa mort, ses sujets verser des larmes en prononçant son nom. »

## Titulature complète
Le duc porte les titres suivants : « Léopold par la grâce de Dieu duc de Lorraine, de Bar, et de Montferrat et de Teschen, roi de Jérusalem, marquis, duc de Calabre et de Gueldre, marquis de Pont-à-Mousson et de Nomeny, comte de Provence, Vaudémont, Blâmont, Zutphen, Sarrewerden, Salm, Falkenstein, prince souverain d'Arches et Charleville, etc. ».

## Sources
- Henry Bogdan, La Lorraine des ducs, sept siècles d'histoire, Perrin, 2005 [détail des éditions] (ISBN 2-262-02113-9)
- Georges Poull, La Maison ducale de Lorraine, Nancy, Presses universitaires de Nancy, 1991, 575 p. [détail de l’édition] (ISBN 2-86480-517-0)
- Alexandre Martin, Le Pays Barrois, géographie et histoire, Les éditions du bastion
- Pierre Chevallier, La monnaie en Lorraine sous le règne de Léopold (1698-1729), 1955
- Gérard Valin, Les Jacobites, la papauté et la Provence, L'Harmattan, 2019,  (ISBN 978-2-343-16994-1)